# Dawna loża masońska w Grudziądzu

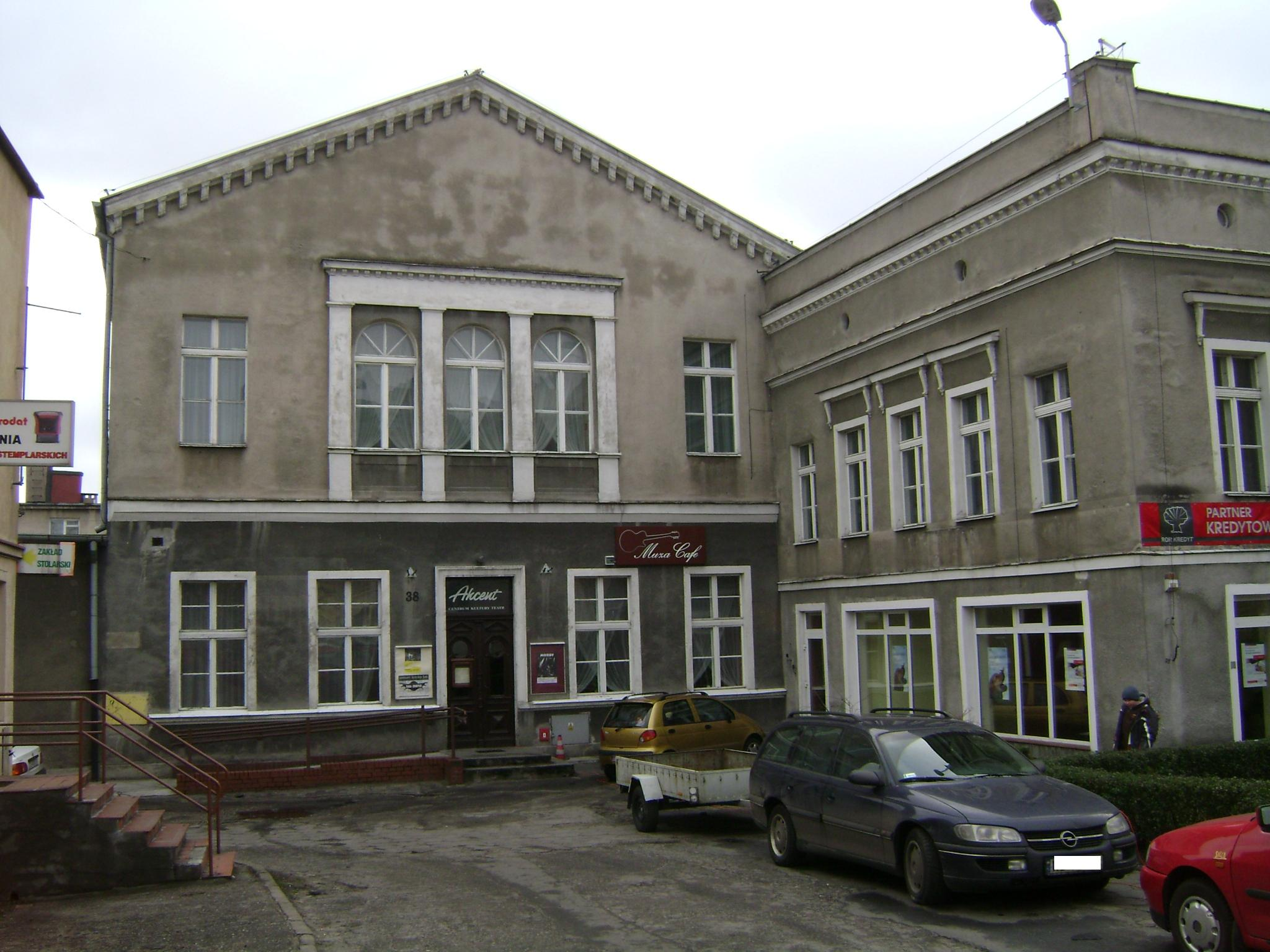
Dawna loża masońska, obecnie Klub "Akcent"

Dawna loża masońska w Grudziądzu - ul. Wybickiego 38/40. Obecnie Klub "Akcent".
Loża wolnomularska "Wiktoria pod Trzema Ukoronowanymi Wieżami" w Grudziądzu powstała pod zaborem pruskim w 1797 r. Jej nazwa wywodzi się od herbu Malborka, gdzie znajdowała się siedziba domu macierzystego. Miała charakter niemiecki. Skupiała przedstawicieli inteligencji, urzędników i wyższych wojskowych, organizacyjnie podlegając Wielkiej Loży Royal York w Berlinie. W 1834 r. wzniesiono nową siedzibę - poprzedzony ogrodem piętrowy tynkowany klasycystyczny budynek z częścią centralną zwieńczoną trójkątnym naczółkiem i z prostopadle wysuniętym bocznym skrzydłem. Loża grudziądzka zaprzestała działalności jeszcze przed oficjalnym zakazem władz państwowych w 1938 r. Później budynek  mieścił m. szkołę, pogotowie ratunkowe, dom kultury, a obecnie Klub "Akcent" podległy Centrum Kultury "Teatr".